# Didáctica Geográfica
Didáctica Geográfica es una revista editada por el Grupo de Didáctica de la Geografía de la Asociación de Geógrafos Españoles (A.G.E.) con una periodicidad anual. En la actualidad cuenta con su propia página web y está indexada en Latindex, DICE, Dialnet E-revistas…
La revista está disponible en línea.

## Historia
La Revista Didáctica Geográfica fue creada en el año 1977 por iniciativa del  Pedro Plans, catedrático de Geografía de la Universidad de Murcia. Su larga trayectoria como profesor de E. Secundaria y su inquietud por mejorar y enriquecer la enseñanza de la Geografía, le llevaron a fundar esta revista, con la colaboración de algunos profesores de su propio Departamento y de E. Secundaria, que compartían esta misma inquietud. Entre ellos destacan, por su dedicación y compromiso, los Doctores D. José Luis Gonzáles Ortiz y D. José Sánchez Sánchez, el primero de los cuales fue el Secretario de Redacción de la revista durante la mayor parte la primera etapa de la misma, siendo su director el Dr. D. Pedro Plans.
La revista dejó de editarse en el año 1987 por problemas económicos, con un total de 14 números publicados. Fue recuperada por el Grupo de Didáctica en el año 1996, con el apoyo de los citados profesores. La Universidad de Murcia le cedió la cabecera y los derechos de edición, iniciándose así la segunda época de la misma, de la que, hasta el momento, se han editado 12 números.
El Secretario de Redacción de los dos primeros números de esta segunda época fue el Dr. D. Juan Carlos Rodríguez Santillana. A partir del número tres, y hasta el número 10, ha ocupado este cargo la Dra. Dña. María Jesús Marrón Gaite, y desde el número 11 lo desempeña la Dra. Dña. María Luisa de Lázaro y Torres, ocupando el cargo de Directora la profesora Marrón Gaite. Durante toda la segunda época y hasta su fallecimiento en 2008, el Dr. Plans ha sido Director Honorífico de la revista.
En la actualidad el Grupo sigue dinamizando e impulsando la Revista Didáctica Geográfica con un número anual. Está indexada en Latindex, cumpliendo todos los criterios de evaluación de la misma, en DICE y en Dialnet. Forma parte de la base de datos e-Revistas. Está en proceso de indexación en otras bases de datos. Los tres últimos números están volcados a texto completo en la página del Grupo a través del sistema OJS, que es uno de los que cuentan con más facilidades de visibilidad en la Red. Se pretende volcar los números anteriores desde el número 1 de la Segunda Época, que se inició en 1996. Muchas plumas de gran relevancia en el campo de la Didáctica de la Geografía han escrito en ella y continúan haciéndolo.
En el número 11 (2010), la secretaria de Redacción de la revista, [María Luisa de Lázaro y Torres], señala indirectamente algunos de los objetivos de la revista afirmando: “nuestra revista denota que siempre ha estado pendiente de los avatares de la ciencia geográfica y de su enseñanza, de su renovación, de la necesidad de innovación, de la incorporación de las TIC en la enseñanza de la Geografía, de la necesidad de profundización científica en la ciencia y de los problemas a los que el docente debe enfrentarse en su trabajo cotidiano de aula”.
La actual secretaria de la revista es Emilia María Tonda Monlor.

### Nuevos horizontes y futuros retos
La entrada en el Espacio Europeo de Educación Superior nos invita a reflexionar sobre qué aspectos se pueden mejorar en la enseñanza de la Geografía. Y más, siendo conscientes de que la mayoría de los geógrafos se dedican de alguna manera a la enseñanza de esta disciplina.
Por ello, el Grupo pretende seguir trabajando en la investigación, tanto teórica como de aula, para potenciar la calidad y la innovación en la enseñanza de la ciencia geográfica. Con ello se pretende:
-	Reducir el desfase entre la enseñanza universitaria y las necesidades de los docentes.
-	Defender que la docencia de la Geografía de la ESO, al menos en el segundo ciclo, sea impartida por licenciados en Geografía.
-	Impulsar los intercambios y las redes internacionales de Geografía.
-	Impulsar la innovación en la didáctica de la Geografía, no sólo en las herramientas a emplear (TIC...) sino en las metodologías que necesariamente las deben acompañar.
-	Fomentar el trabajo de campo, como laboratorio y base de la Geografía.
-	Mejorar la visibilidad de nuestra ciencia en páginas Webs, concursos...
-	Trabajar de forma coordinada para consensuar unos mínimos en la enseñanza de la Geografía en cada uno de los niveles educativos, así como un acuerdo sobre los contenidos sobre los que deben versar las PAUs en el marco del currículum.
Consideramos importante dar continuidad a la labor que desde su creación viene realizando el Grupo de trabajo, fundamental para la puesta al día de forma permanente de la Didáctica de la Geografía. El reto más propio de ésta disciplina es mejorar la formación del alumnado en la competencia espacial, para que pueda ser partícipe de forma activa y responsable en las decisiones que afectan a su interacción con el territorio, y sea capaz de valorar la necesidad de respetar y potenciar el equilibrio natural y la equidad social. Todo ello no puede estar al margen de que el alumnado sea capaz de:
-	Adquirir rigor conceptual, la ortografía adecuada y el vocabulario básico.
-	Utilizar distintas fuentes (imágenes, mapas –trabajo con escalas-, gráficos, croquis, tablas estadísticas, textos, visores, WebSIGs, IDEE, etc.)
-	Adquirir una preocupación por el desarrollo sostenible y por el medioambiente: explotación racional del medio, respeto y defensa del medioambiente.
-	Comprender y conocer el entorno y los rasgos físicos y humanos de la Tierra.
Se pretende seguir con la difusión de la ciencia geográfica, no sólo impulsando las actividades propias del grupo como son las publicaciones, y los congresos, sino también mediante la participación en proyectos y grupos de investigación dedicados a la didáctica de la Geografía, sin olvidar concursos o Semanas de la Ciencia que se celebran en las diversas comunidades autónomas, lo que puede impulsar la apertura y el intercambio de experiencias entre profesores de Geografía de distintos países.

## Objetivos
Sus objetivos se orientan a mejorar la enseñanza de la Geografía mediante la publicación de investigaciones en este campo científico, con contenidos teóricos y prácticos.

## Equipo Redactor
En la revista se distingue un equipo de redacción y un equipo de asesores. Sus integrantes tienen una variada procedencia universitaria o trabajan en ámbitos institucionales de relevancia en la enseñanza.

## Secciones
La revista se estructura en los siguientes apartados:
1. La presentación que realiza el coordinador de cada número.
2. Los artículos seleccionados para su publicación en el idioma original en el que se generan.
3. El resumen de los artículos anteriores  en diferentes idiomas. Este apartado ha surgido a partir del número 12 correspondiente al año 2011.
4. Las reseñas bibliográficas escogidas sobre nuevas publicaciones relacionadas con los objetivos de la revista.
5. Finalmente aparece un apartado de noticias de interés en el que se recogen tanto el comentario de actividades ya desarrolladas como anuncio de las que se vayan a realizar.